# Lira (Drehleier)

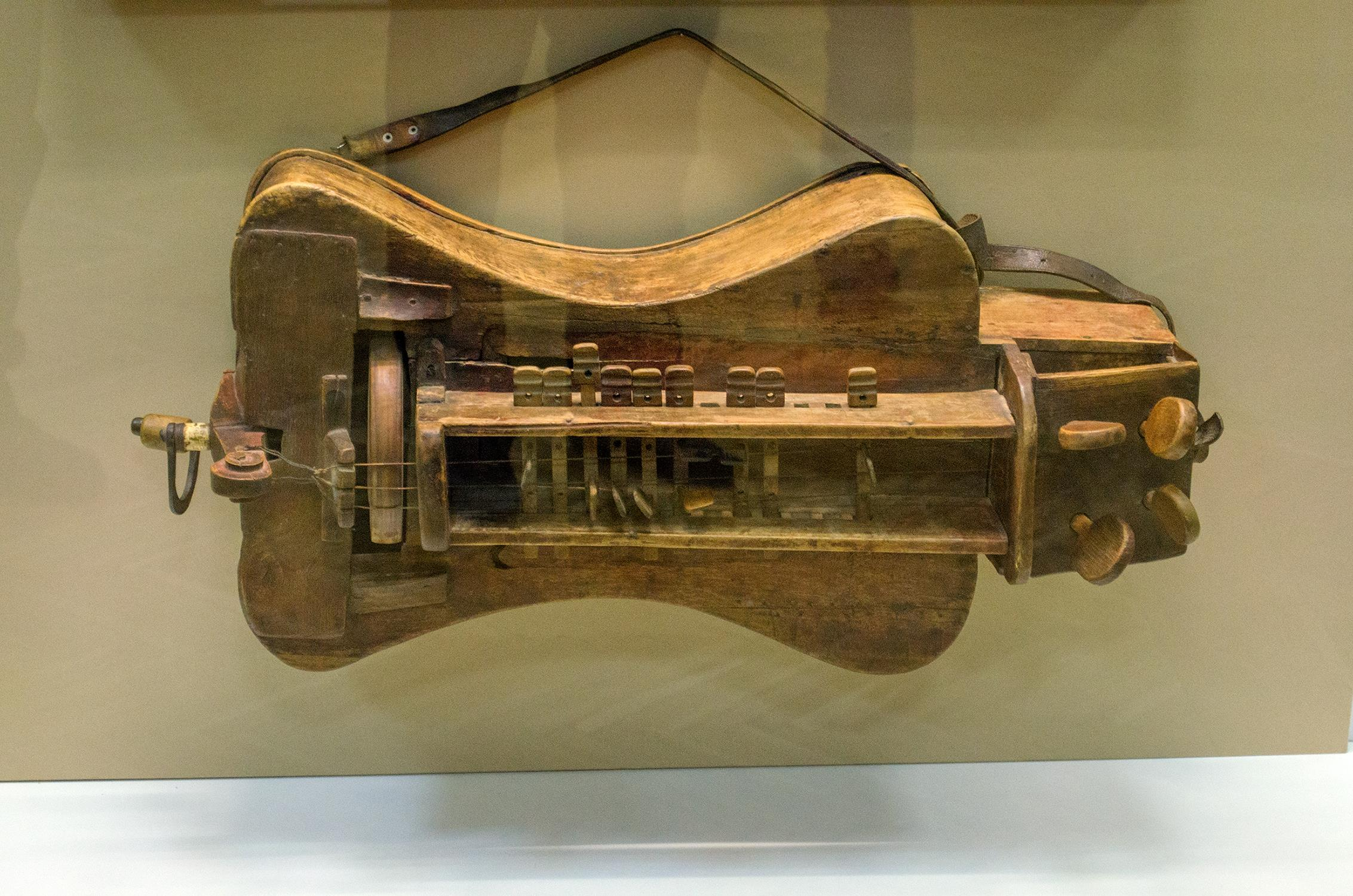
Kolisna lira im Nationalen Historischen Museum der Ukraine.

Lira (ukrainisch [колісна] ліра, russisch [колёсная] лира), auch lera, relya, rilya, rele, ist eine Drehleier mit drei oder vier Saiten und einem häufig taillierten oder geigenähnlichen Korpus, die hauptsächlich in der Ukraine und ferner in Belarus (kalesnaja lera) gespielt wird. In der ukrainischen Volksliedtradition ist die lira das Begleitinstrument des Lirnyk, der seit dem 15. Jahrhundert auftrat und wie der Kobsar mit seiner Laute kobsa vor allem im 18./19. Jahrhundert als herumziehender blinder Sänger populär war. In Russland ist die Drehleier als koljosnaja lira bekannt, in Schweden heißt sie vevlira und in Dänemark drejelira. Das Wort lira für Drehleier ist erstmals in Sebastian Virdung, Musica getutscht und außgezogen (1511) überliefert und verbreitete sich im 16. Jahrhundert mit dem Instrumententyp in Nord- und Osteuropa.

## Herkunft und Verbreitung

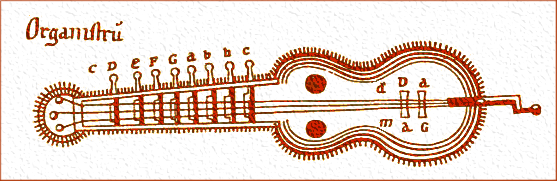
Organistrum. Ausschnitt aus einer ganzseitigen Tafel mit mehreren Saiteninstrumenten in Martin Gerbert: De cantu et musica sacra, 1774.

Für das erste Saiteninstrument, dessen Saiten mit einem Rad angestrichen wurden, ist seit ungefähr 1100 der Name organistrum, auch rota organistrum, nachweisbar. Die Existenz der Drehleier in Europa (mit den Kernländern Frankreich, Spanien und Deutschland) ist durch Darstellungen ab der Mitte des 12. Jahrhunderts sicher belegt. Neben der von zwei Musikern zu bedienenden, großen Drehleier organistrum gab es eine kleinere symphonia für einen Spieler. Latein rota heißt „Rad“. Die Etymologie von organistrum ist unklar, eventuell ist das Wort aus organum instrumentum („Orgel-Instrument“) zusammengesetzt und geht auf Griechisch organon zurück: „Werkzeug“, im Mittelalter allgemein „Musikinstrument“, im Besonderen „Orgel“. Organum ist auch ein Gattungsbegriff für die früheste Form der europäischen Mehrstimmigkeit. Der Name des wohl um diese Zeit in kirchlichen Kreisen in Westeuropa eingeführten Instruments kann auch aus dem Verb organizo und dem Suffix –strum gebildet worden sein.
Eine der alten portugiesischen Bezeichnungen für die Drehleier ist lira de roda. Historische italienische Namen sind lira tedesca („deutsche Lyra“), lira rusticana („bäuerliche Lyra“) und lira mendicorum („Lyra der Bettler“). Nord- und osteuropäische Namen der Drehleier, die den Wortbestandteil lira enthalten, sind im Polnischen lira korbowa, im Alttschechischen lyra (heute in Tschechien kolovrátek und niněra), in Rumänien lira, in der Ukraine lira und relia, in Russland rilya, ryle und rele, in Schweden vevlira und in Dänemark drejelira. Weitere skandinavische Bezeichnungen sind bondelyre, bondlyror, vondlyra und vivlira. In der zweiten Hälfte des 18. Jahrhunderts war in Frankreich eine auf Italienisch lira organizzata, auf Französisch vielle organisée und Deutsch Orgelleier genannte Kombination aus Drehleier und tragbarer Orgel populär, bei der über die Handkurbel das Streichrad und zugleich Blasebälge, die Holzpfeifen mit Luft versorgen, bedient werden.
Lira geht auf altgriechisch λύρα, lyra, für eine Leier zurück, das über Latein lyra zu Althochdeutsch lira und Mittelhochdeutsch lire und zu Leier wurde. In der Antike war lyra stets ein Zupfinstrument. Als ab dem 10. Jahrhundert in Europa der Streichbogen eingeführt wurde, konnte sich lira sowohl auf gezupfte Leiern und Lauteninstrumente als auch auf Streichinstrumente beziehen. Ein Blatt in einem nicht erhaltenen Kodex aus dem 13. Jahrhundert des Klosters St. Blasien, das durch Martin Gerberts Kopie in De cantu et musica sacra von 1774 überliefert ist, zeigt neben einer dreisaitigen Drehleier („Organistrum“) eine einsaitige birnenförmige Streichlaute („Lyra“), eine Leier („Cythara teutonica“) und eine Winkelharfe („Cythara anglica“).
Es dauerte mindestens bis zum Ende des 15. Jahrhunderts, bis zuerst in Italien die Bezeichnung lira (oder lyra) nur noch für Streichinstrumente galt. Der Komponist Johannes Tinctoris bezeichnet in seiner nach 1480 verfassten Schrift De inventione et usu musice die Laute als lyra, während erstmals Sebastian Virdung 1511 in Musica getutscht und außgezogen die Drehleier als lyra benennt. Im 16. und 17. Jahrhundert bildeten die lira da braccio und die lira da gamba (auch arce violyra, arciviolata lira, arce-viola telire, lirone, lira doppia oder lira grande) eine hauptsächlich zur Liedbegleitung eingesetzte Gruppe von Streichinstrumenten. Im Deutschen steht seit dem 17. Jahrhundert „Leier“ für die Drehleier.
War die Drehleier anfangs ein Instrument der Kirchen und Klöster, so übernahm im 14. Jahrhundert das Portativ, eine kleine, „tragbare“ Orgel (von Latein portare, „tragen“) diese Funktion und die Drehleier wurde zum Begleitinstrument der blinden Musiker. Der französische Theologe Jean Corbichon äußerte sich 1372 in Le Propriétaire des choses entsprechend: „Man nennt im Französischen ein Instrument ‚Symphonie’, das von Blinden gespielt wird, während sie Chanson de geste singen, und dieses Instrument hat einen sehr süßen Klang und ist angenehm zu hören.“ Im 15. Jahrhundert erschien eine kleinere Version der Drehleier, die vom Musiker bequem an einem Band um den Hals gehängt werden kann und bis heute in Gebrauch ist.

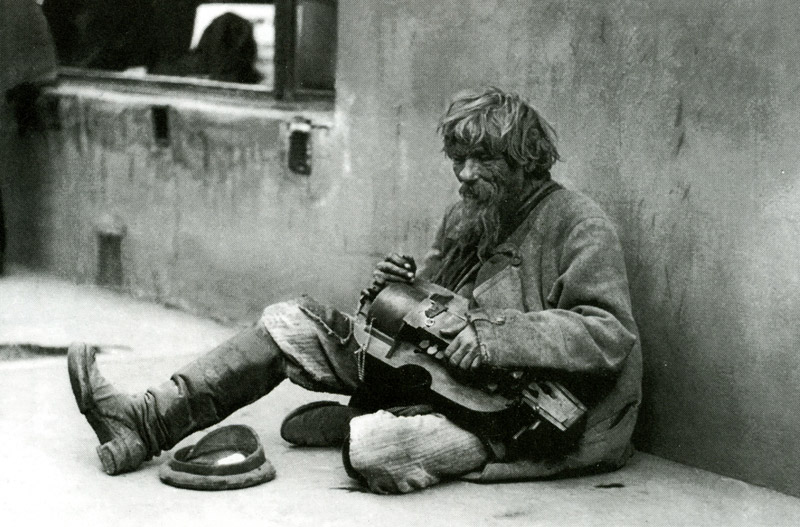
Bettler mit einer ukrainischen lira um 1900 in Moskau.

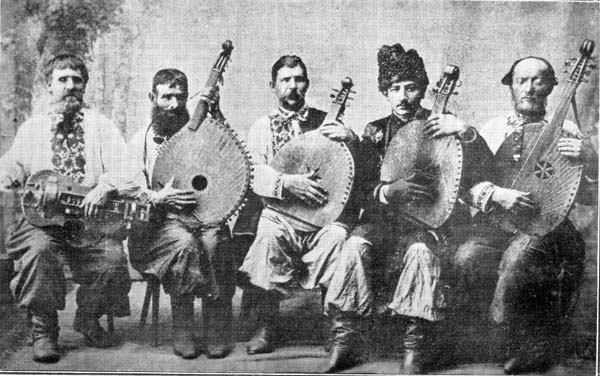
Ukrainisches Banduraensemble mit einem Liraspieler, das 1911 in Ochtyrka auftrat.

In Westeuropa sank die von blinden Sängern verwendete Drehleier im 16. Jahrhundert auf den Status eines Instruments blinder Bettler herab, was sich in Frankreich in der Umbenennung von symphonie in das alltägliche vièle à roue („Rad-Fiedel“) oder abwertend zu instrument de truand („Bettler-Instrument“), entsprechend Latein lyra mendicorum („Bettler-Leier“) zeigt. Praetorius drückt in Syntagma musicum (1615) seine Abneigung gegenüber der „Bauern und umblaufenden Weiber-Leyer“ aus. Später gewann die Drehleier in Westeuropa wieder an Ansehen, aber den Osten erreichte sie als ein Instrument der Volksmusik und der Straßensänger, das in dieser Eigenschaft bis zur Mitte des 19. Jahrhunderts in Schlesien und bis Ende des 19. Jahrhunderts in den Alpen gespielt wurde. Bis heute wird die Drehleier in der Volksmusik Westeuropas hauptsächlich noch in Frankreich eingesetzt (abgesehen von Bestrebungen, eine idealisierte Mittelaltermusik einzuführen).
Die größte Verbreitung erfuhr die Drehleier im 16. Jahrhundert. In Dänemark sind auf einem Wandbild in der um 1560 erbauten Rynkeby-Kapelle in Rynkeby Sogn 32 musizierende Engel zu sehen. Ein Engel spielt eine Drehleier, die wie die beiden abgebildeten Fiedeln zwei herzförmige Schalllöcher in der Korpusdecke besitzt. Die Gestaltung verweist auf einen Einfluss aus Norddeutschland. Weitere Saiteninstrumente in den Händen der Engel sind die konstruktiv von der Drehleier abgeleitete Nyckelharpa und eine Griffbrettzither vom Typus der norwegischen Langeleik. Die Drehleier gelangte bis nach Island, was durch den letzten katholischen Bischof Islands, Jón Arason (1484–1550), überliefert ist, der die Bezeichnung fon (Kurzform für simfon, von Latein symphonia) verwendete. Der spätere evangelische Bischof Þórður Þorláksson (1637–1697) in Island war ein guter Musiker und spielte Drehleier, Cembalo und Regal.
In Polen war die heute lira korbowa genannte Drehleier vom 16. bis zum 18. Jahrhundert schlicht als lirę bekannt. In Ungarn kam die tekerőlant, die erst Ende des 18. Jahrhunderts in die Volksmusik einging, in der ersten Hälfte des 20. Jahrhunderts nur noch vereinzelt vor, genießt heute jedoch ein wiedererwecktes gewisses Interesse. In der Ukraine verbreitete sich die lira im Verlauf des 15. Jahrhunderts.
Nach Russland gelangte die dort im 16. Jahrhundert erstmals erwähnte lira über Polen, die Ukraine und Belarus als Instrument der fahrenden blinden Sänger. Erstmals genauer wurde eine Drehleier um 1605 in Moskau beschrieben. Russische Drehleiern scheinen aber nachfolgend wenig verbreitet gewesen zu sein, denn aus dem 17. Jahrhundert liegen keine weiteren Schriftbelege vor. Bei der Krönungszeremonie der russischen Kaiserin Katharina II. 1762 waren den Quellen zufolge Drehleiern beteiligt, die vermutlich von ukrainischen Musikern gespielt wurden. Für das 19. Jahrhundert liegen keine Nachweise für Drehleiern in Russland vor. Dort gehörten Drehleiern nie zur bürgerlichen Musikkultur, sondern befanden sich, von mutmaßlichen Ausnahmen abgesehen, offenbar ausschließlich in den Händen einfacher Geschäftsleute aus der Ukraine. Im 19. Jahrhundert wurde die Drehleier in Belarus und in der Ukraine lediglich von blinden und anderweitig körperlich behinderten Bettlern eingesetzt, die in einem begrenzten Gebiet herumzogen und auf Festen und Jahrmärkten auftraten. In diesem Umfeld wurde die Drehleier noch Anfang des 20. Jahrhunderts gesehen.
In der Ukraine wurde die Drehleier noch in den 1970er Jahren vereinzelt bei blinden Musikern angetroffen, die mit ihrem Blindenführer unterwegs waren. Die Drehleier wird bis heute in geringem Umfang in der Ukraine, ferner in Belarus und im Westen Russlands in einer erneuerten Volksmusik gespielt.

## Bauform

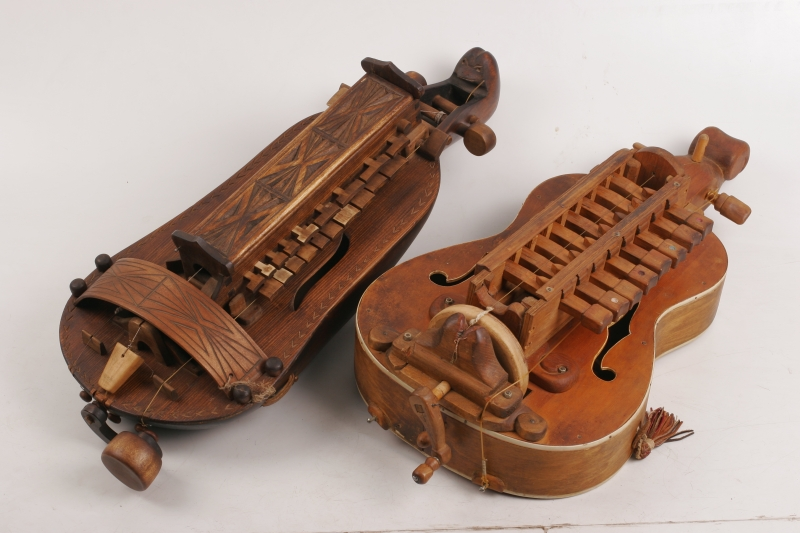
Zwei osteuropäische Drehleiern

Die in der Volksmusik verwendete ukrainische, russische und belarussische lira ist eine Drehleier mit dem Korpus einer Kastenhalslaute, der meist länglich gerundet und an den Seitenmitten tailliert ist. Es gibt auch ovale Formen und langrechteckige mit gerundeten Ecken. Manche russische Instrumente besitzen einen flachen Violinenkorpus mit entsprechenden f-Schalllöchern. Die lira hat drei oder vier Saiten, davon eine oder zwei Melodiesaiten und zwei oder drei Bordunsaiten. Die beiden Bordunsaiten sind im Quintabstand gestimmt. Die Melodiesaiten werden mit vier bis dreizehn Tasten verkürzt. Neben den diatonisch gestimmten Drehleiern wird in den staatlichen Volksmusikensembles in Belarus eine verbesserte Version mit einer chromatischen Stimmung verwendet, deren Tonumfang zwei Oktaven beträgt.
In der Ukraine wurden ab den 1920er Jahren mehrere Neuerungen an der lira eingeführt. Zu diesen gehört eine Drehleier mit neun Saiten, die in kleinen Terzen gestimmt sind und deren Melodiesaiten mit einem neuartigen Mechanismus verkürzt werden. Anstelle des Streichrades werden die Saiten mit einem umlaufenden Kunststoffband gestrichen, dessen Druck auf die Saiten veränderlich ist.

## Spielweise und kulturelle Bedeutung

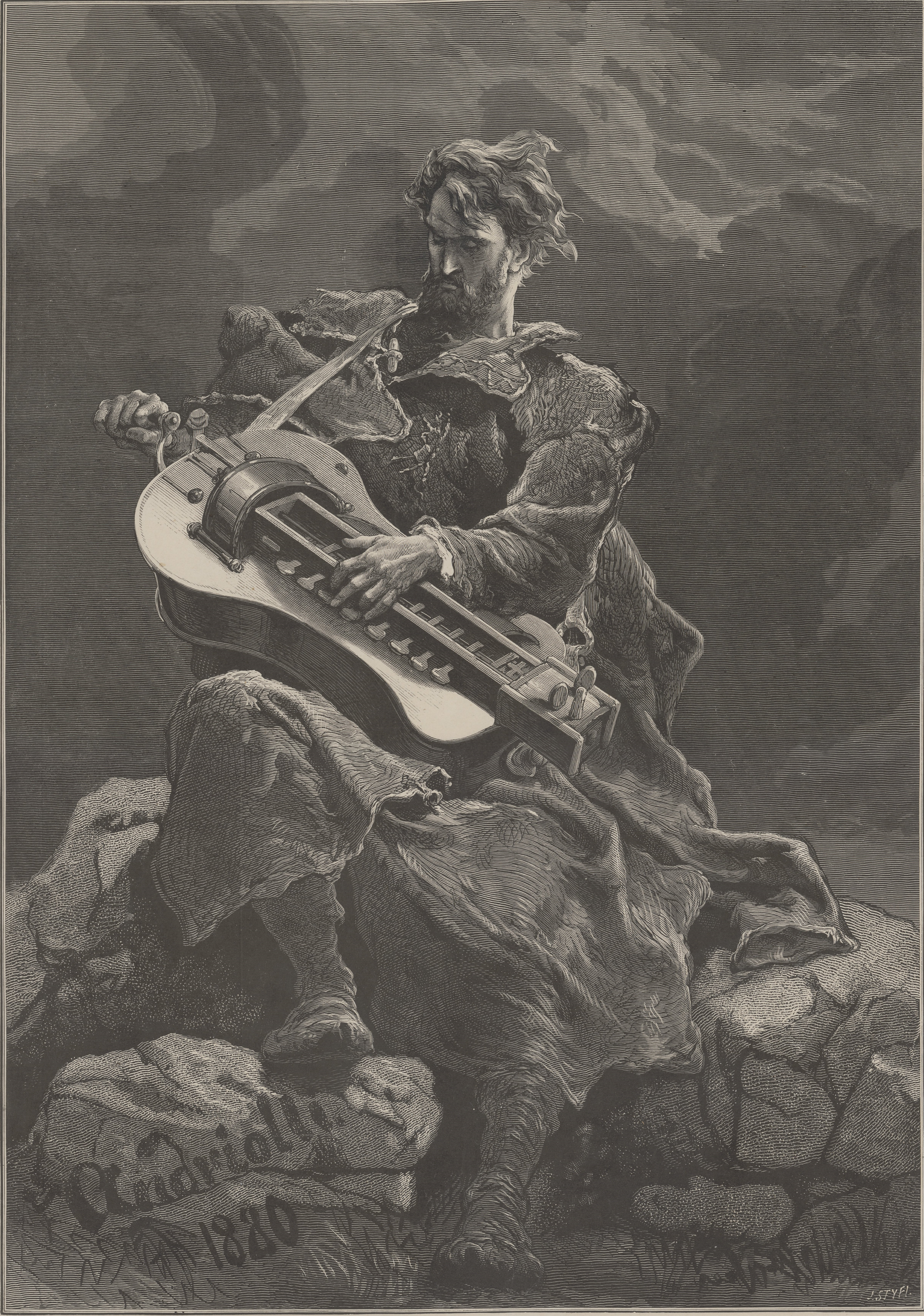
Ein ukrainischer Lirnyk. Holzstich des polnischen Grafikers Jan Styfi nach einem Werk des Malers Michał Elwiro Andriolli, 1880.

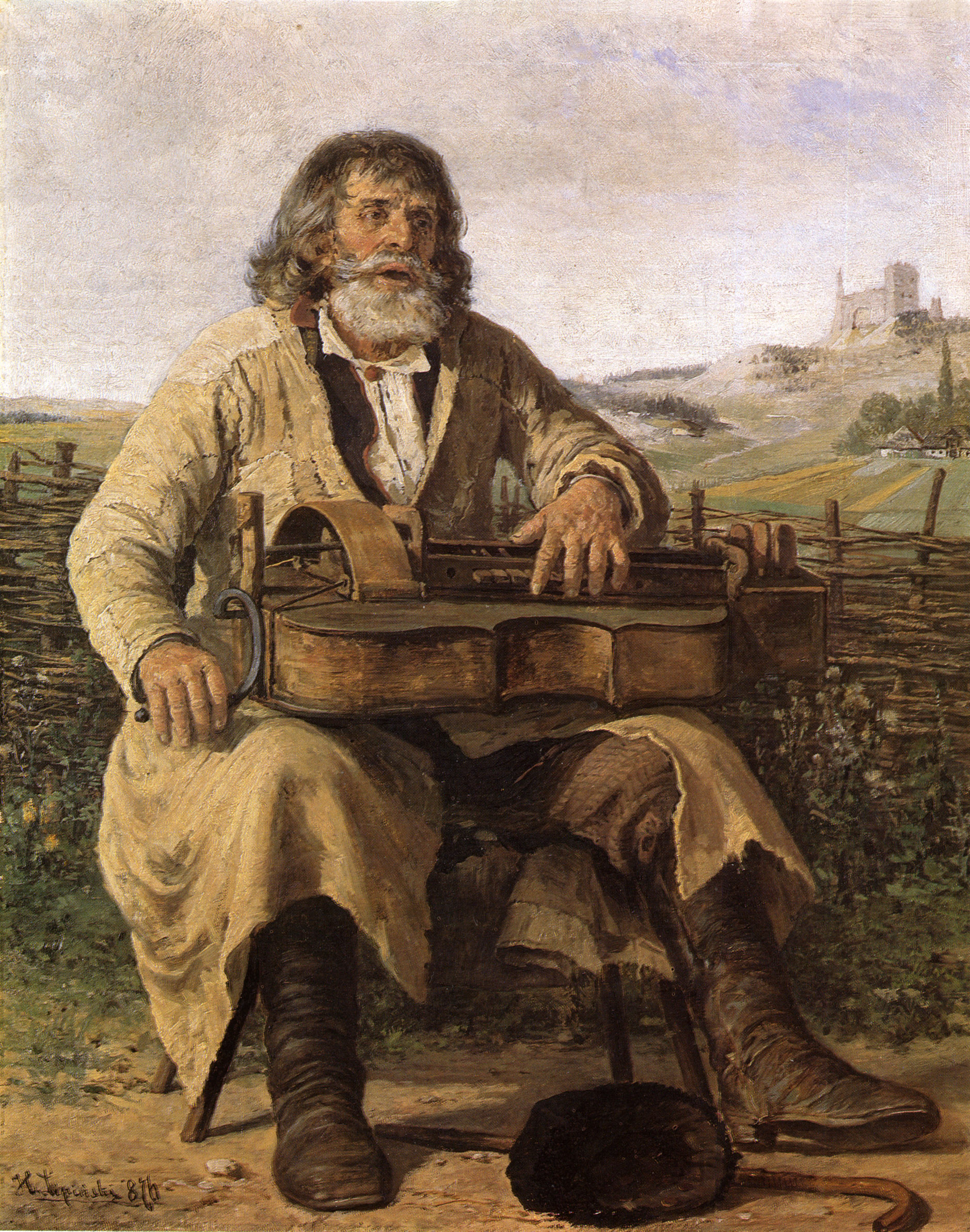
Drehorgelspieler und Sänger (Lirnyk). Gemälde des polnischen Malers Hipolit Lipiński, 1876.

In der Ukraine ist die lira mit der Tradition der Kobsari verbunden, die vor allem vom 18. bis zum Beginn des 20. Jahrhunderts als blinde Sänger unterwegs waren und für Almosen christliche Lieder (psalmy, Singular psalma) und epische Lieder (dumky, Singular dumka) über das Leben der Kosaken vortrugen. Ein legendärer Kosake namens Wernyhora, der im 18. Jahrhundert gelebt haben soll, wird manchmal mit einer Drehleier dargestellt.
Die meisten dieser professionellen Sänger begleiteten sich auf dem gezupften Lauteninstrument kobsa oder auf einer etwas größeren bandura, andere, die sich in einer gleichermaßen randständigen sozialen Stellung befanden, spielten lira und wurden Lirnyky genannt. Lirnyky konnten christliche psalmy, historische dumky und satirische Lieder vortragen oder sich auf ein Genre spezialisieren. In seltenen Fällen spielten sie in der Region Polesien auch zum Tanz auf. Kobsa und lira wurden üblicherweise nur solistisch zur Gesangsbegleitung, nicht in Ensembles eingesetzt. Ein Lirnyky begann üblicherweise seinen Vortrag mit einem Vorspiel auf der lira, sang daraufhin die erste Strophe unbegleitet oder nur von einem Bordunton unterlegt und setzte dies im Wechsel fort, sodass nie die Drehleier in einem melodischen Spiel zusammen mit der Gesangsstimme erklang.
Lira und kobsa sind nach Bauform, Spielweise, Klang und ihrer Herkunft in der Region völlig unterschiedliche Musikinstrumente, weshalb sie vermutlich früher zu getrennten Musikergruppen gehörten. Die mehrstimmig tönende lira macht einen lauteren Gesang erforderlich, bei dem auf feine stimmliche Nuancen verzichtet werden muss. Nicht nur die Kobsari, sondern auch ein guter Teil der Zuhörer hielt nach Aussage des Musikwissenschaftlers und Komponisten Nikolai Iwanowitsch Privalow (1905) die Drehleier für ein „schreiendes, plumpes Instrument“. Die Kobsari besaßen allgemein mehr Kenntnisse über die Epen als die Lirnyky. Mit der kobsa wurden eher die epischen Erzählungen und mit der lira eher die christlichen Psalmen begleitet, bis zur Angleichung des Repertoires gegen Ende des 19. Jahrhunderts. Mit der Drehleier begleitete Epen sind eine spezifisch ukrainische Tradition, die nur in den Regionen vorkam, in denen auch die kobsa oder bandura gespielt wurde. Die von Dorf zu Dorf ziehenden blinden Epensänger traten auf Märkten und bei anderen gesellschaftlichen Anlässen auf, wurden aber als außerhalb der Dorfgemeinschaft stehend angesehen.
Die Blindheit der Sänger galt Vielen als von Gott gegebenes Lebensschicksal, weshalb ihnen eine moralische Autorität und gewisse magische Fähigkeiten zugesprochen wurden. Der ukrainische Ethnograf und Banduraspieler Hnat Chotkewytsch (1877–1938) erwähnt eine Miniatur in einem Psalter aus dem 13. oder 14. Jahrhundert, die den biblischen König David nicht wie üblich mit der Leier (kinnor), sondern mit einer ukrainischen lira zeigt. Durch die Verbindung mit der biblischen Legende wird der Lirnyk in eine spirituelle Sphäre gerückt. Lirnyky vertraten entsprechend die Ansicht, ihr Instrument stamme von der Leier Davids ab. Eine Version dieser Erzählung lautet:

„Die lira ist die Leier von König David. König David empfand Mitleid mit den Behinderten und gab ihnen einen Berg aus Gold, damit sie diesen abbauen und so ihren Lebensunterhalt bestreiten könnten. Der Sohn von Salomo erklärte dies für nicht rechtens, es sei für die Behinderten nicht angemessen, weil sie sich deswegen (des Goldes wegen) töten würden. Man solle ihnen stattdessen den ‚volot’ und den ‚zakharbet’ geben (das Pferd und die Betteltasche), damit sie durch die Welt reisen, von Dorf zu Dorf gehen und von Haus zu Haus um Almosen betteln könnten. So würden sie sich selbst versorgen und niemand könnte ihnen dies wegnehmen. Sie würden von Haus zu Haus gehen, Gott preisen und so sich selbst versorgen.“

Die Epensänger werden also nicht als Schöpfer ihrer Musik, sondern als Übermittler einer göttlichen Musik an das ukrainische Volk vorgestellt.
Zu den Saiteninstrumenten einer modernen ukrainischen Volksmusik gehören in erster Linie Violine (skrypka), Bass (basola, dreisaitige Gambe), Hackbrett (cymbaly) und bandura, seltener kobsa, die Laute torban und der Dudelsack lira. Die Ende des 20. Jahrhunderts wiedereingeführte kobsa und die lira werden als „authentische ukrainische Folklore“ auf Volksmusikfestivals präsentiert. Ein gegenwärtiger Liraspieler ist der in den Vereinigten Staaten lebende ukrainische Komponist, Torban- und Banduraspieler Jurij Fedynskyj (* 1975).